# Primera División de Checoslovaquia
La Primera División de Checoslovaquia (en checo: 1. fotbalová liga, en eslovaco: 1. futbalová liga) fue la máxima competición de la liga de fútbol de la extinta Checoslovaquia, desde 1925 hasta finalizada la temporada 1992-93. 
Durante la Segunda Guerra Mundial, cuando Checoslovaquia fue ocupada por fuerzas alemanas se conformaron las ligas Gauliga Sudetenland y Gauliga Bohemia y Moravia en los territorios ocupados. A los checos se les permitió dirigir su propia liga en el Protectorado de Bohemia y Moravia, mientras que a los eslovacos se les concedió su propio Estado eslovaco independiente y crearon su propia liga. Después de la Segunda Guerra Mundial se reunifico la liga.
La liga estuvo dominada por clubes de Praga con Sparta Praga ganando 21 títulos, Slavia Praga 13 y Dukla Praga con 11.
Tras la Disolución del estado de Checoslovaquia en enero de 1993 se puso fin al campeonato, los sucesores de este fueron la Liga checa de fútbol en la República Checa y la Superliga eslovaca en Eslovaquia, comenzando ambas en la temporada 1993-94.

## Palmarés

### 1925-1938
| Temporada | Campeón         | Subcampeón      | Tercer lugar    | Máximos goleadores          | Club                      | Goles |
| --------- | --------------- | --------------- | --------------- | --------------------------- | ------------------------- | ----- |
| 1925      | Slavia Praga    | Sparta Praga    | Viktoria Žižkov | Jan Vaník                   | Slavia Praga              | 16    |
| 1925-26   | Sparta Praga    | Slavia Praga    | Viktoria Žižkov | Jan Dvořáček                | Sparta Praga              | 32    |
| 1927      | Sparta Praga    | Slavia Praga    | Vrsovice Praga  | Antonín Puč Josef Šíma      | Slavia Praga              | 13    |
| 1927-28   | Viktoria Žižkov | Slavia Praga    | Sparta Praga    | Karel Meduna                | Viktoria Žižkov           | 12    |
| 1928-29   | Slavia Praga    | Viktoria Žižkov | Sparta Praga    | Antonín Puč                 | Slavia Praga              | 13    |
| 1929-30   | Slavia Praga    | Sparta Praga    | Viktoria Žižkov | František Kloz              | SK Kladno                 | 15    |
| 1930-31   | Slavia Praga    | Sparta Praga    | Bohemians Praga | Josef Silný                 | Sparta Praga              | 18    |
| 1931-32   | Sparta Praga    | Slavia Praga    | Bohemians Praga | Raymond Braine              | Sparta Praga              | 16    |
| 1932-33   | Slavia Praga    | Sparta Praga    | Viktoria Plzen  | Gejza Kocsis                | Bohemians Praga           | 23    |
| 1933-34   | Slavia Praga    | Sparta Praga    | SK Kladno       | Jiří Sobotka Raymond Braine | Slavia Praga Sparta Praga | 18    |
| 1934-35   | Slavia Praga    | Sparta Praga    | Židenice Brno   | František Svoboda           | Slavia Praga              | 27    |
| 1935-36   | Sparta Praga    | Slavia Praga    | SK Prostějov    | Vojtěch Bradáč              | Slavia Praga              | 42    |
| 1936-37   | Slavia Praga    | Sparta Praga    | SK Prostějov    | František Kloz              | SK Kladno                 | 28    |
| 1937-38   | Sparta Praga    | Slavia Praga    | Židenice Brno   | Josef Bican                 | Slavia Praga              | 22    |

### 1939-1944
Campeonato bajo el Protectorado de Bohemia y Moravia.
| Temporada | Campeón      | Subcampeón   | Tercer lugar | Máximos goleadores | Club         | Goles |
| --------- | ------------ | ------------ | ------------ | ------------------ | ------------ | ----- |
| 1938-39   | Sparta Praga | Slavia Praga | SK Pardubice | Josef Bican        | Slavia Praga | 29    |
| 1939-40   | Slavia Praga | Sparta Praga | SK Pardubice | Josef Bican        | Slavia Praga | 50    |
| 1940-41   | Slavia Praga | SK Plzeň     | SK Pardubice | Josef Bican        | Slavia Praga | 36    |
| 1941-42   | Slavia Praga | SK Prostějov | SK Plzeň     | Josef Bican        | Slavia Praga | 42    |
| 1942-43   | Slavia Praga | Sparta Praga | Baťa Zlín    | Josef Bican        | Slavia Praga | 38    |
| 1943-44   | Sparta Praga | Slavia Praga | Baťa Zlín    | Josef Bican        | Slavia Praga | 57    |

### 1945-1993
| Temporada | Campeón                | Subcampeón             | Tercer lugar              | Máximos goleadores              | Club                               | Goles |
| --------- | ---------------------- | ---------------------- | ------------------------- | ------------------------------- | ---------------------------------- | ----- |
| 1945-46   | Sparta Praga           | Slavia Praga           | Baťa Zlín y Židenice Brno | Josef Bican                     | Slavia Praga                       | 31    |
| 1946-47   | Slavia Praga           | Sparta Praga           | SK Kladno                 | Josef Bican                     | Slavia Praga                       | 43    |
| 1947-48   | Sparta Praga           | Slavia Praga           | Slovan Bratislava         | Jaroslav Cejp                   | Sparta Praga                       | 21    |
| 1949      | NV Bratislava          | Bratrstvi Sparta       | Zeleznicari Praga         | Ladislav Hlaváček               | Slavia Praga                       | 28    |
| 1950      | NV Bratislava          | Bratrstvi Sparta       | Zeleznicari Praga         | Josef Bican                     | FC Vítkovice                       | 22    |
| 1951      | NV Bratislava          | Sparta CKD Sokolovo    | Dynamo Kosice             | Josef Majer Alois Jaroš         | Gottwaldov Zlín Vodotechna Teplice | 16    |
| 1952      | Sparta CKD Sokolovo    | NV Bratislava          | Ingstav Teplice           | Miroslav Wiecek                 | Baník Ostrava                      | 20    |
| 1953      | ÚDA Praga              | Spartak Praga Sokolovo | CH Bratislava             | Josef Majer                     | Banik Kladno                       | 13    |
| 1954      | Spartak Praga Sokolovo | Baník Ostrava          | CH Bratislava             | Jiří Pešek                      | Sparta Praga                       | 15    |
| 1955      | Slovan Bratislava      | ÚDA Praga              | Spartak Praga Sokolovo    | Emil Pažický                    | Jiskra Zilina                      | 19    |
| 1956      | Dukla Praga            | Slovan Bratislava      | Spartak Praga Sokolovo    | Milan Dvořák Miroslav Wiecek    | Dukla Praga Banik Ostrava          | 15    |
| 1957-58   | Dukla Praga            | Spartak Praga Sokolovo | CH Bratislava             | Miroslav Wiecek                 | Baník Ostrava                      | 25    |
| 1958-59   | CH Bratislava          | Dukla Praga            | Dynamo Praga              | Miroslav Wiecek                 | Baník Ostrava                      | 20    |
| 1959-60   | Spartak Hradec Kralové | Slovan Bratislava      | Dukla Praga               | Michal Pucher                   | Slovan Nitra                       | 18    |
| 1960-61   | Dukla Praga            | CH Bratislava          | Slovan Bratislava         | Ladislav Pavlovič Rudolf Kučera | Tatran Presov Dukla Praga          | 17    |
| 1961-62   | Dukla Praga            | Slovan Nitra           | CH Bratislava             | Adolf Scherer                   | CH Bratislava                      | 24    |
| 1962-63   | Dukla Praga            | Jednota Trencin        | Baník Ostrava             | Karol Petroš                    | Tatran Presov                      | 19    |
| 1963-64   | Dukla Praga            | Slovan Bratislava      | Tatran Presov             | Ladislav Pavlovič               | Tatran Presov                      | 21    |
| 1964-65   | Sparta Praga           | Tatran Presov          | VSS Košice                | Pavol Bencz                     | Jednota Trencin                    | 21    |
| 1965-66   | Dukla Praga            | Sparta Praga           | Slavia Praga              | Ladislav Michalík               | Banik Ostrava                      | 15    |
| 1966-67   | Sparta Praga           | Slovan Bratislava      | Spartak Trnava            | Jozef Adamec                    | Spartak Trnava                     | 21    |
| 1967-68   | Spartak Trnava         | Slovan Bratislava      | Jednota Trencin           | Jozef Adamec                    | Spartak Trnava                     | 18    |
| 1968-69   | Spartak Trnava         | Slovan Bratislava      | Sparta Praga              | Ladislav Petráš                 | Dukla Banská Bystrica              | 20    |
| 1969-70   | Slovan Bratislava      | Spartak Trnava         | Sparta Praga              | Jozef Adamec                    | Spartak Trnava                     | 16    |
| 1970-71   | Spartak Trnava         | VSS Košice             | Sklo Union Teplice        | Zdeněk Nehoda Jozef Adamec      | Gottwaldov Zlín Spartak Trnava     | 16    |
| 1971-72   | Spartak Trnava         | Slovan Bratislava      | Dukla Praga               | Ján Čapkovič                    | Slovan Bratislava                  | 19    |
| 1972-73   | Spartak Trnava         | Tatran Prešov          | VSS Košice                | Ladislav Józsa                  | Lokomotiva Kosice                  | 21    |
| 1973-74   | Slovan Bratislava      | Dukla Praga            | Slavia Praga              | Přemysl Bičovský Ladislav Józsa | Union Teplice Lokomotiva Kosice    | 17    |
| 1974-75   | Slovan Bratislava      | Inter Bratislava       | Bohemians Praga           | Ladislav Petráš                 | Inter Bratislava                   | 20    |
| 1975-76   | Baník Ostrava          | Slovan Bratislava      | Slavia Praga              | Dušan Galis                     | VSS Košice                         | 21    |
| 1976-77   | Dukla Praga            | Inter Bratislava       | Slavia Praga              | Ladislav Józsa                  | Lokomotiva Kosice                  | 18    |
| 1977-78   | Zbrojovka Brno         | Dukla Praga            | Lokomotiva Kosice         | Karel Kroupa                    | Zbrojovka Brno                     | 20    |
| 1978-79   | Dukla Praga            | Baník Ostrava          | Zbrojovka Brno            | Zdeněk Nehoda Karel Kroupa      | Dukla Praga Zbrojovka Brno         | 17    |
| 1979-80   | Baník Ostrava          | Zbrojovka Brno         | Bohemians Praga           | Verner Lička                    | Banik Ostrava                      | 18    |
| 1980-81   | Baník Ostrava          | Dukla Praga            | Bohemians Praga           | Marián Masný                    | Slovan Bratislava                  | 16    |
| 1981-82   | Dukla Praga            | Baník Ostrava          | Bohemians Praga           | Peter Herda Ladislav Vízek      | Slavia Praga Dukla Praga           | 15    |
| 1982-83   | Bohemians Praga        | Baník Ostrava          | Sparta Praga              | Pavel Chaloupka                 | Bohemians Praga                    | 17    |
| 1983-84   | Sparta Praga           | Dukla Praga            | Bohemians Praga           | Verner Lička                    | Banik Ostrava                      | 20    |
| 1984-85   | Sparta Praga           | Bohemians Praga        | Slavia Praga              | Ivo Knoflíček                   | Slavia Praga                       | 21    |
| 1985-86   | TJ Vítkovice Ostrava   | Sparta Praga           | Dukla Praga               | Stanislav Griga                 | Sparta Praga                       | 19    |
| 1986-87   | Sparta Praga           | TJ Vítkovice Ostrava   | Bohemians Praga           | Václav Daněk                    | Banik Ostrava                      | 25    |
| 1987-88   | Sparta Praga           | Dukla Praga            | DAC Dunajska Streda       | Milan Luhový                    | Dukla Praga                        | 24    |
| 1988-89   | Sparta Praga           | Baník Ostrava          | Plastika Nitra            | Milan Luhový                    | Dukla Praga                        | 25    |
| 1989-90   | Sparta Praga           | Baník Ostrava          | Inter Bratislava          | Ľubomír Luhový                  | Inter Bratislava                   | 20    |
| 1990-91   | Sparta Praga           | Slovan Bratislava      | Sigma Olomouc             | Roman Kukleta                   | Sparta Praga                       | 17    |
| 1991-92   | Slovan Bratislava      | Sparta Praga           | Sigma Olomouc             | Peter Dubovský                  | Slovan Bratislava                  | 27    |
| 1992-93   | Sparta Praga           | Slavia Praga           | Slovan Bratislava         | Peter Dubovský                  | Slovan Bratislava                  | 24    |

## Títulos por club
| Club                   | Campeón | 2° | 3° | Años campeón |
| ---------------------- | ------- | -- | -- | --- |
| AC Sparta Praga        | 21      | 18 | 7  | 1926, 1927, 1932, 1936, 1938, 1939, 1944, 1946, 1948, 1952, 1954, 1965, 1967, 1984, 1985, 1987, 1988, 1989, 1990, 1991, 1993. |
| SK Slavia Praga        | 13      | 11 | 6  | 1925, 1929, 1930, 1931, 1933, 1934, 1935, 1937, 1940, 1941, 1942, 1943, 1947.                                                 |
| FK Dukla Praga         | 11      | 7  | 3  | 1953, 1956, 1958, 1961, 1962, 1963, 1964, 1966, 1977, 1979, 1982.                                                             |
| SK Slovan Bratislava   | 8       | 10 | 3  | 1949, 1950, 1951, 1955, 1970, 1974, 1975, 1992                                                                                |
| FC Spartak Trnava      | 5       | 1  | 1  | 1968, 1969, 1971, 1972, 1973                                                                                                  |
| FC Baník Ostrava       | 3       | 6  | 1  | 1976, 1980, 1981 |
| FK Inter Bratislava    | 1       | 3  | 5  | 1959 |
| FC Bohemians Praga     | 1       | 1  | 11 | 1983 |
| FC Zbrojovka Brno      | 1       | 1  | 4  | 1978 |
| FK Viktoria Žižkov     | 1       | 1  | 3  | 1928 |
| TJ Vítkovice Ostrava   | 1       | 1  | –  | 1986 |
| Spartak Hradec Králové | 1       | –  | –  | 1960 |
| FC Tatran Prešov       | –       | 2  | 1  | ----- |
| SK Prostejov           | –       | 1  | 2  | ----- |
| VSS Košice             | –       | 1  | 2  | ----- |
| FC Plastika Nitra      | –       | 1  | 1  | ----- |
| FK Jednota Trenčín     | –       | 1  | 1  | ----- |
| SK Plzeň               | –       | 1  | 1  | ----- |
| SK Pardubice           | –       | –  | 3  | ----- |
| FC Bata Zlín           | –       | –  | 3  | ----- |
| SK Sigma Olomouc       | –       | –  | 2  | ----- |
| SK Kladno              | –       | –  | 2  | ----- |
| FK Teplice             | –       | –  | 2  | ----- |
| FC Lokomotiva Kosice   | –       | –  | 2  | ----- |
| FC Viktoria Plzen      | –       | –  | 1  | ----- |
| FC DAC Dunajska Streda | –       | –  | 1  | ----- |

- AC Sparta Praga (Incluye AC Sparta, AC Sparta Bubeneč, Sokol Bratrství Sparta, Sparta ČKD Sokolovo, TJ Spartak Praha Sokolovo, TJ Sparta ČKD Praha y TJ Sparta Praha)
- FK Dukla Praga (Incluye ÚDA Praha y VTJ Dukla Praha)
- FC Bohemians Praga (Incluye Bohemians AFK Vršovice, Sokol Železničaři Bohemians Praha, Sokol Železničaři Praha y Bohemians ČKD Praha)
- SK Slovan Bratislava (Incluye Sokol NV Bratislava, ÚNV Slovan Bratislava y Slovan CHZJD Bratislava)
- FK Inter Bratislava (Incluye TJ Červená Hviezda Bratislava y TJ Internacionál Slovnaft Bratislava)

## Clasificación histórica (1925-1993)
| N.º | Club                     | Temp. | P.D. | P.G. | P.E. | P.P. | GF-GC     | Difer. | Puntos | Observ. |
| --- | ------------------------ | ----- | ---- | ---- | ---- | ---- | --------- | ------ | ------ | ------- |
| 1.  | AC Sparta Praga          | 62    | 1519 | 829  | 296  | 394  | 3362:1892 | +1470  | 1952   |         |
| 2.  | SK Slavia Praga          | 59    | 1442 | 693  | 279  | 470  | 2988:2121 | +867   | 1665   |         |
| 3.  | ŠK Slovan Bratislava     | 49    | 1292 | 585  | 302  | 405  | 2234:1641 | +593   | 1472   |         |
| 4.  | FK Dukla Praga           | 45    | 1235 | 577  | 285  | 373  | 2181:1511 | +670   | 1439   |         |
| 5.  | FC Baník Ostrava         | 48    | 1283 | 540  | 302  | 441  | 2011:1760 | +251   | 1382   |         |
| 6.  | FC Bohemians Praga       | 49    | 1205 | 469  | 284  | 452  | 2039:1949 | +90    | 1222   |         |
| 7.  | FC Spartak Trnava        | 41    | 1130 | 418  | 285  | 427  | 1516:1604 | -88    | 1121   |         |
| 8.  | FK Inter Bratislava      | 38    | 1058 | 429  | 259  | 370  | 1543:1323 | +220   | 1117   |         |
| 9.  | FC Tatran Presov         | 34    | 938  | 340  | 208  | 390  | 1208:1364 | -156   | 888    |         |
| 10. | FC Brno                  | 34    | 897  | 330  | 206  | 361  | 1371:1454 | -83    | 866    |         |
| 11. | MŠK Žilina               | 31    | 828  | 287  | 186  | 355  | 1164:1394 | -230   | 760    |         |
| 12. | FC Lokomotíva Košice     | 31    | 778  | 285  | 180  | 313  | 1123:1205 | -82    | 750    |         |
| 13. | FC Viktoria Plzen        | 29    | 733  | 285  | 148  | 330  | 1148:1397 | -249   | 658    |         |
| 14. | SK Kladno                | 30    | 618  | 228  | 102  | 288  | 1189:1398 | -209   | 558    |         |
| 15. | FK Teplice               | 21    | 577  | 209  | 139  | 229  | 747:822   | -75    | 557    |         |
| 16. | FC Nitra                 | 19    | 554  | 204  | 119  | 231  | 723:842   | -119   | 527    |         |
| 17. | 1. FC Košice             | 18    | 560  | 204  | 116  | 240  | 741:802   | -61    | 524    |         |
| 18. | TJ Vítkovice Ostrava     | 15    | 438  | 176  | 89   | 173  | 647:665   | -18    | 441    |         |
| 19. | FK AS Trencín            | 16    | 448  | 163  | 100  | 185  | 561:634   | -73    | 426    |         |
| 20. | FK Dukla Banská Bystrica | 15    | 446  | 158  | 87   | 201  | 551:696   | -145   | 401    |         |
| 21. | FC Hradec Králové        | 16    | 447  | 141  | 107  | 199  | 548:725   | -177   | 389    |         |
| 22. | SK Union Cheb            | 13    | 390  | 137  | 92   | 161  | 510:554   | -44    | 366    |         |
| 23. | FC Sigma Olomouc         | 10    | 300  | 119  | 75   | 106  | 465:422   | +43    | 313    |         |
| 24. | FC DAC Dunajská Streda   | 8     | 240  | 95   | 59   | 86   | 310:316   | -6     | 249    |         |
| 25. | FK Viktoria Žižkov       | 15    | 242  | 102  | 38   | 102  | 590:557   | +33    | 242    |         |
| 26. | TŽ Trinec                | 6     | 176  | 53   | 42   | 81   | 178:261   | -83    | 148    |         |
| 27. | Cechie Karlín            | 12    | 215  | 52   | 34   | 129  | 373:654   | -281   | 138    |         |
| 28. | SK Náchod                | 8     | 148  | 53   | 24   | 71   | 296:390   | -94    | 130    |         |
| 29. | FC Svit Zlín             | 7     | 157  | 51   | 27   | 79   | 307:332   | -25    | 129    |         |
| 30. | SK Pilsen                | 7     | 150  | 48   | 28   | 74   | 315:393   | -78    | 124    |         |
| 31. | SK Prostejov             | 5     | 110  | 47   | 21   | 42   | 231:255   | -24    | 115    |         |
| 32. | Dukla Pardubice          | 6     | 142  | 40   | 33   | 69   | 208:278   | -70    | 113    |         |
| 33. | Teplitzer FK             | 7     | 128  | 42   | 23   | 63   | 262:310   | -48    | 107    |         |
| 34. | SK Ceské Budejovice      | 5     | 140  | 35   | 33   | 72   | 167:282   | -115   | 103    |         |
| 35. | CAFC Vinohrady           | 5     | 64   | 22   | 10   | 32   | 106:171   | -65    | 54     |         |
| 36. | LIAZ Jablonec            | 2     | 60   | 19   | 14   | 27   | 56:87     | -21    | 52     |         |
| 37. | DFC Prag                 | 2     | 57   | 19   | 12   | 26   | 90:116    | -26    | 50     |         |
| 38. | Sparta Považská Bystrica | 4     | 87   | 20   | 10   | 57   | 128:269   | -141   | 50     |         |
| 39. | SK Pardubice             | 3     | 53   | 16   | 12   | 25   | 104:142   | -38    | 44     |         |
| 40. | Artmedia Petržalka       | 2     | 60   | 14   | 15   | 31   | 55:90     | -35    | 43     |         |
| 41. | SK Liben                 | 6     | 100  | 16   | 8    | 76   | 152:411   | -259   | 40     |         |
| 42. | Nuselský SK              | 3     | 38   | 15   | 6    | 17   | 91:101    | -10    | 36     |         |
| 43. | Krídla vlasti Olomouc    | 2     | 35   | 13   | 8    | 14   | 40:33     | +7     | 34     |         |
| 44. | Armaturka Ústí nad Labem | 2     | 52   | 11   | 11   | 30   | 67:115    | -48    | 33     |         |
| 45. | AFK Kolín                | 2     | 48   | 11   | 10   | 27   | 78:136    | -58    | 32     |         |
| 46. | Meteor Prag VIII         | 4     | 52   | 11   | 6    | 35   | 102:210   | -108   | 28     |         |
| 47. | Moravská Slavia Brno     | 2     | 48   | 8    | 8    | 32   | 61:154    | -93    | 24     |         |
| 48. | VP Frýdek-Místek         | 1     | 30   | 8    | 7    | 15   | 35:48     | -13    | 23     |         |
| 49. | SK Olomouc ASO           | 1     | 26   | 10   | 2    | 14   | 44:57     | -13    | 22     |         |
| 50. | VCHZ Pardubice           | 1     | 26   | 7    | 7    | 12   | 23:47     | -24    | 21     |         |
| 51. | SK Rakovník              | 1     | 18   | 7    | 0    | 11   | 40:54     | -14    | 14     |         |
| 52. | DSV Saaz                 | 1     | 26   | 5    | 4    | 17   | 34:92     | -58    | 14     |         |
| 53. | Polaban Nymburk          | 1     | 18   | 5    | 2    | 11   | 57:69     | -12    | 12     |         |
| 54. | Jiskra Otrokovice        | 1     | 26   | 2    | 6    | 18   | 20:71     | -51    | 10     |         |
| 55. | ŠK Batovany              | 1     | 18   | 4    | 1    | 13   | 21:69     | -48    | 9      |         |
| 56. | MEZ Židenice             | 1     | 26   | 2    | 4    | 20   | 25:71     | -46    | 8      |         |
| 57. | SC Rusj Uzhorod          | 1     | 22   | 3    | 2    | 17   | 24:79     | -55    | 8      |         |
| 58. | Slavoj Liberec           | 1     | 13   | 3    | 1    | 9    | 19:37     | -18    | 7      |         |
| 59. | Jiskra Liberec           | 1     | 22   | 3    | 1    | 18   | 25:70     | -45    | 7      |         |
| 60. | Motorlet Prag            | 1     | 26   | 1    | 5    | 20   | 13:67     | -54    | 7      |         |
| 61. | Slávia Bratislava        | 1     | 13   | 2    | 2    | 9    | 17:30     | -13    | 6      |         |
| 62. | Slavoj Žižkov            | 1     | 22   | 2    | 1    | 19   | 28:89     | -61    | 5      |         |
| 63. | Spartak KPS Brno         | 1     | 26   | 1    | 3    | 22   | 22:97     | -75    | 5      |         |
| 64. | Cechie Prag VIII         | 1     | 22   | 1    | 2    | 19   | 23:122    | -99    | 4      |         |

## Estadísticas jugadores

### Máximos goleadores (1925-1993)
- Josef Bican fue el máximo goleador de todos los tiempos de la liga con 447 goles en 279 partidos, de los cuales 417 goles fueron marcados para Slavia Praga y 30 goles para FC Vítkovice.
| Posición | Jugador           | Goles totales |
| -------- | ----------------- | ------------- |
| 1        | Josef Bican       | 447           |
| 2        | Vlastimil Kopecký | 252           |
| 3        | Antonin Hájek     | 191           |
| 4        | Oldrich Nejedlý   | 180           |
| 5        | František Kloz    | 175           |
| 6        | Miroslav Wiecek   | 174           |
| 7        | Jozef Adamec      | 170           |
| 8        | Ladislav Pavlovic | 164           |
| 9        | Ladislav Kareš    | 163           |
| 10       | Vojtech Bradác    | 155           |
| 11       | Jirí Pešek        | 151           |
| 12       | Antonín Rýgr      | 148           |
| 13       | Zdenek Nehoda     | 145           |
| 14       | Vladimir Hönig    | 135           |
| 15       | Otto Hemele       | 133           |
| 16       | Jirí Križák       | 130           |
| 17       | Ladislav Perk     | 130           |
| 18       | Josef Ludl        | 128           |
| 19       | Adolf Scherer     | 128           |
| 20       | Emil Pažický      | 124           |
| 21       | Stanislav Griga   | 123           |
| 22       | Antonín Puc       | 123           |

## Ligas sucesoras
- → Liga de Fútbol de la República Checa. (desde 1994)
- → Superliga de Eslovaquia. (desde 1994)